# M11 motorway (Irland)

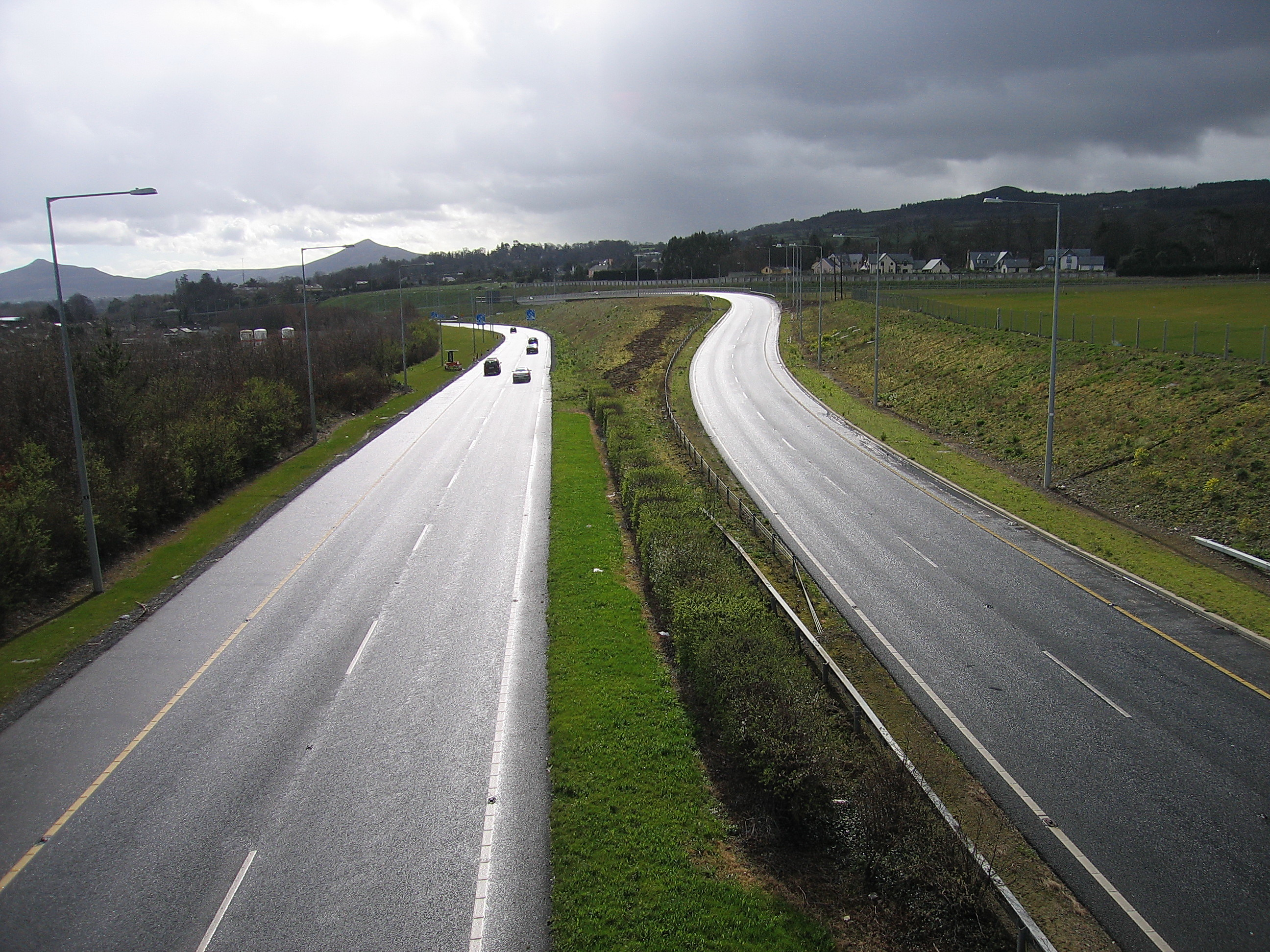
M11 in Shankill südlich von Dublin (Aufnahme 2007)

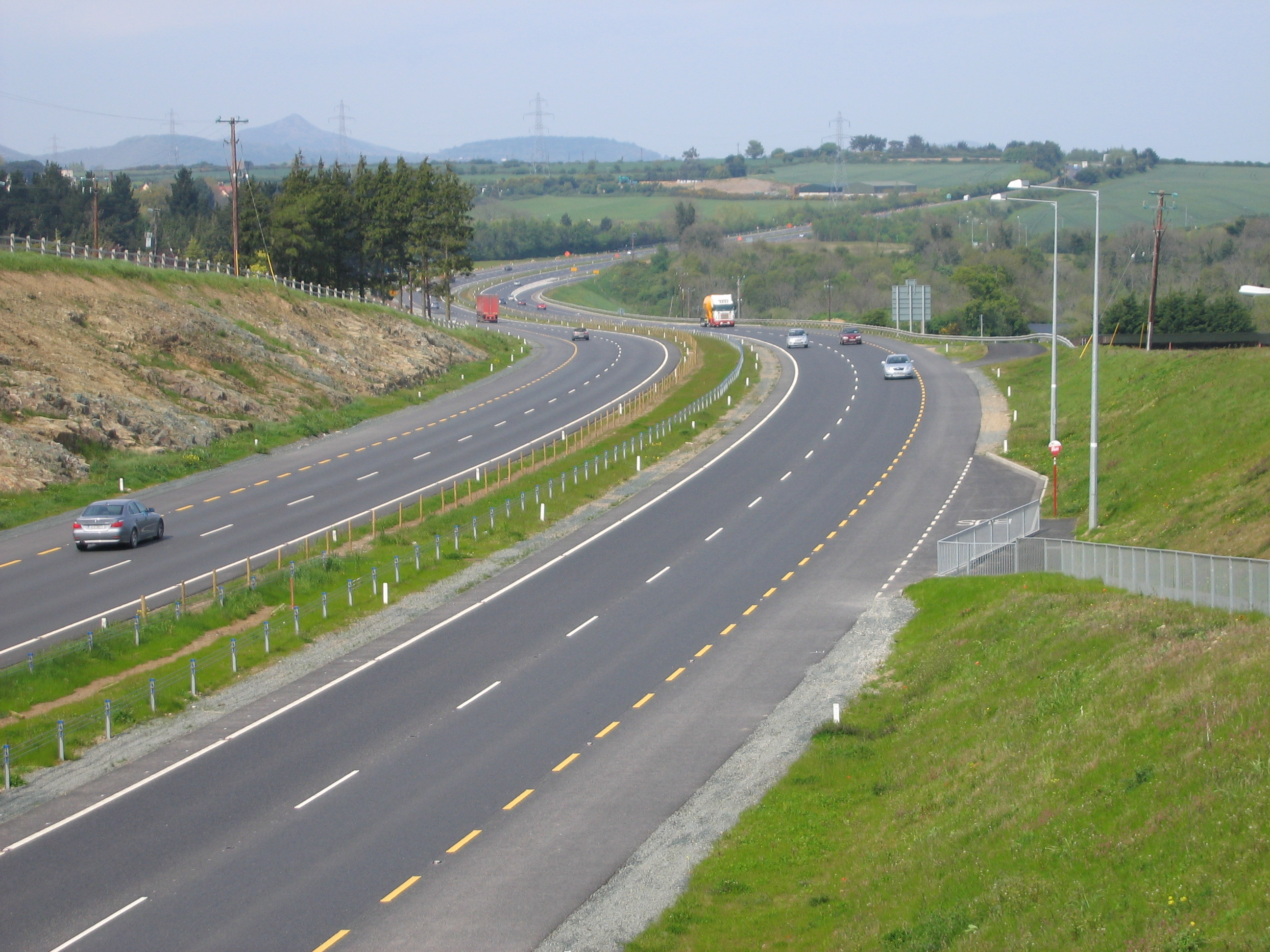
Die Straße südlich von Newtownmuontkennedy (Aufnahme 2005)

Der M11 motorway (englisch für „Autobahn M11“, irisch Mótarbhealach M11) ist eine derzeit (2019) auf 90 km Länge ausgebaute, noch nicht auf ganzer Länge fertiggestellte hochrangige Straßenverbindung in der Republik Irland, die zusammen mit der N11 Dublin unter Umgehung von Wicklow, Arklow, Gorey und Enniscorthy mit Wexford verbindet. Die Autobahn bildet einen Teil der Europastraße 1. Ein 27 km langes Teilstück bei Enniscorthy bis zum Kreisverkehr Scurlocksbush wurde am 18. Juli 2019 eröffnet.